# 連射測定器

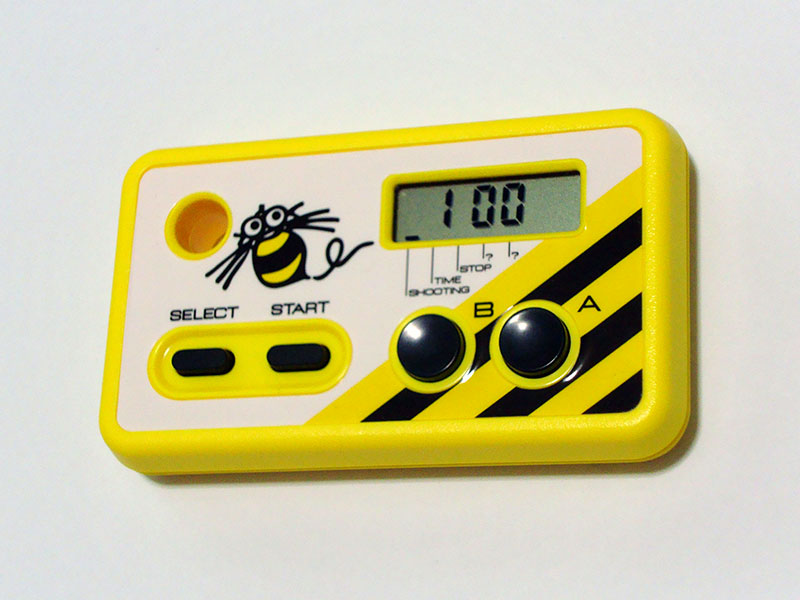
連射測定器2008年復刻版

連射測定器（SHOOTING WATCH）是FC游戏机風潮下的衍生商品，可以用來測定手指連射的速度，即單位時間內手指能按幾次按鍵。
連射測定器於1987年由知名電子遊戲開發商HUDSON首次推出，在當時日本的中小學生之間形成一股連射較量的熱潮，可謂是當年中小學生的玩具之一。隨著FC游戏机淡出市場，連射測定器也逐漸走入歷史。2007年7月HUDSON原本計畫推出限量1万個的復刻版，不過因為製造品質有問題，所以在正式販賣前便取消所有訂單，並重新改良。後來於2008年9月先限量試賣，同年12月18日正式發售。
連射測定器外觀就約莫如同FC游戏机的手把，但沒有方向鍵。連射測定器上有一個單色的液晶螢幕可顯示累計的按鍵次數。除了測定連射的速度之外，就像一般的電子表一樣，附有當前時間顯示及停錶的功能。

## 外部連結
- http://www.hu-style.com/special/2008082301/[ ] （页面存档备份，存于）
- Shooting Watch DS （页面存档备份，存于）－模擬連射測定器運作的小遊戲